# Ma'ariew
Ma'ariew (Hebreeuws: מַעֲרִיב) of meiref (Nederlands-Jiddisch/Asjkenazisch), het joodse avondgebed, begint met een korte inleiding gevolgd door het Sjema met zijn berachot, die verschillend en korter zijn dan de ochtendberachot. Hierna zegt men het Sjemoné Esré, dat door de chazan (voorganger) niet herhaald wordt, en het Aleenoe. In bepaalde periodes worden na het Aleenoe nog bijzondere psalmen gezegd. De duur van ma'ariew zal afhankelijk van het tempo van het minjan, gemiddeld een kwartier in beslag nemen.